# اوهلنا پریبرام
اوهلنا پریبرام (به لاتین: Uhelná Příbram) یک منطقهٔ مسکونی در جمهوری چک است که در شهرستان هاولیچکوف برود واقع شده‌است. اوهلنا پریبرام ۲۱٫۸۱ کیلومتر مربع مساحت و ۵۰۴ نفر جمعیت دارد و ۴۸۵ متر بالاتر از سطح دریا واقع شده‌است.